# Shell Beach

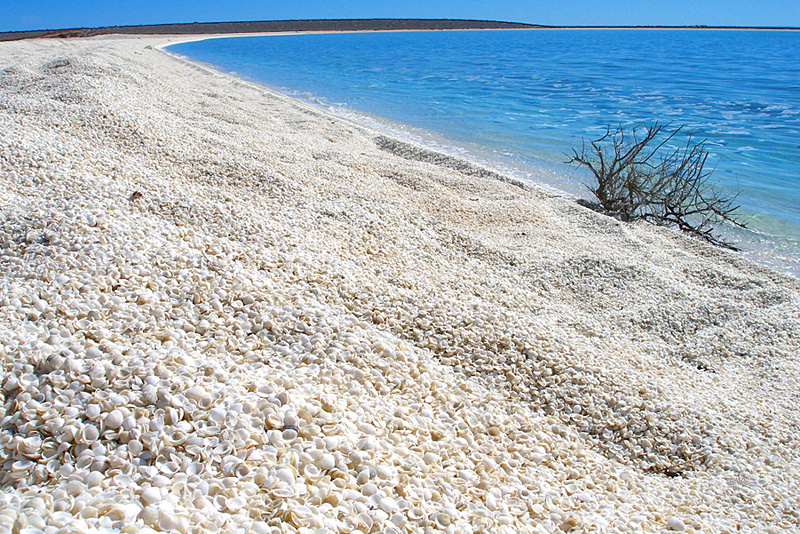
Shell Beach

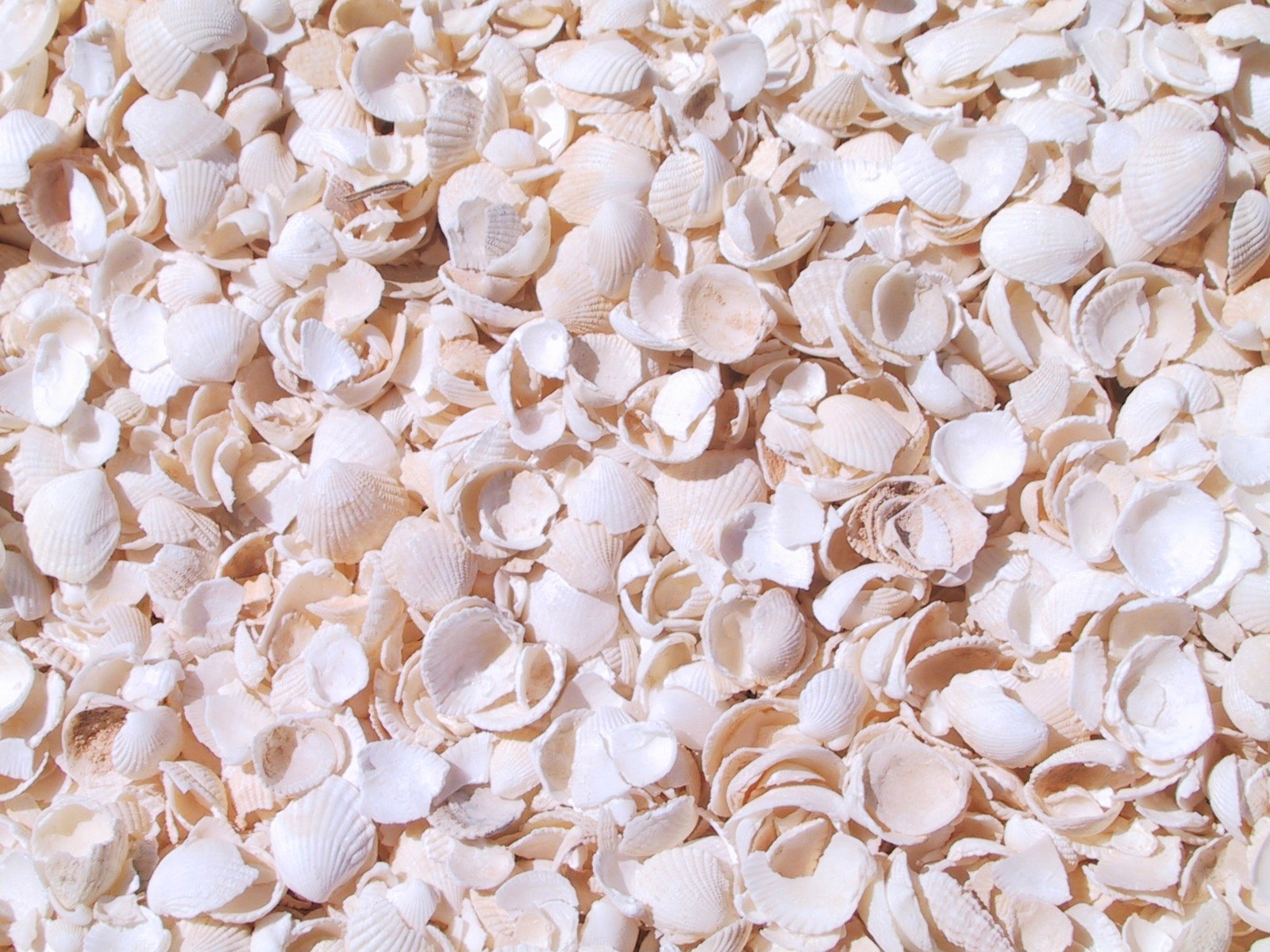
Muszelki Fragum erugatum

Shell Beach – plaża na wschodnim brzegu półwyspu Peron nad L’Haridon Bight w Zatoce Rekina, ok. 44 km od Denham w Australii Zachodniej. 
Plaża zbudowana jest z muszelek Fragum erugatum (pot. ang. Hamelin cockle, cardiid cockle lub heart cockle) z rodzaju sercówkowatych występującej licznie w wysoce zasolonych wodach L’Haridon Bight. Plaża rozciąga się przez 60 km a miejscami warstwa muszelek osiąga grubość 10 m i szerokość 1 kilometra. 
Shell Beach objęta jest ochroną i leży na terenie parku Shell Beach Conservation Park. Cała Zatoka Rekina wpisana jest na listę światowego dziedzictwa UNESCO.